# Meir Pakentreger
Meir Pakentrager (ur. 1913 w Kaliszu, zm. 1960) – pisarz, poeta, twórca klubu pisarzy i poetów piszących w jidysz.

## Życiorys
Syn Chila Pakentregera i brat Aleksandra. Meir uczył się m.in. w kaliskiej Żydowskiej Szkole Rzemieślniczej. W okresie II wojny światowej znalazł się w Palestynie, gdzie podjął pracę w kibucu, a później w fabryce Palalum. W 1946 roku opublikował swój pierwszy tomik poetycki Ojn szwel fun tog (Na progu dnia). W swoich wierszach i opowiadaniach opisywał piękno kraju i życie robotników. Był jednym z twórców klubu pisarzy i poetów piszących w jidysz.

### Publikacje
- Ojn szwel fun tog (Na progu dnia) (1946)